# Francesco Torbido

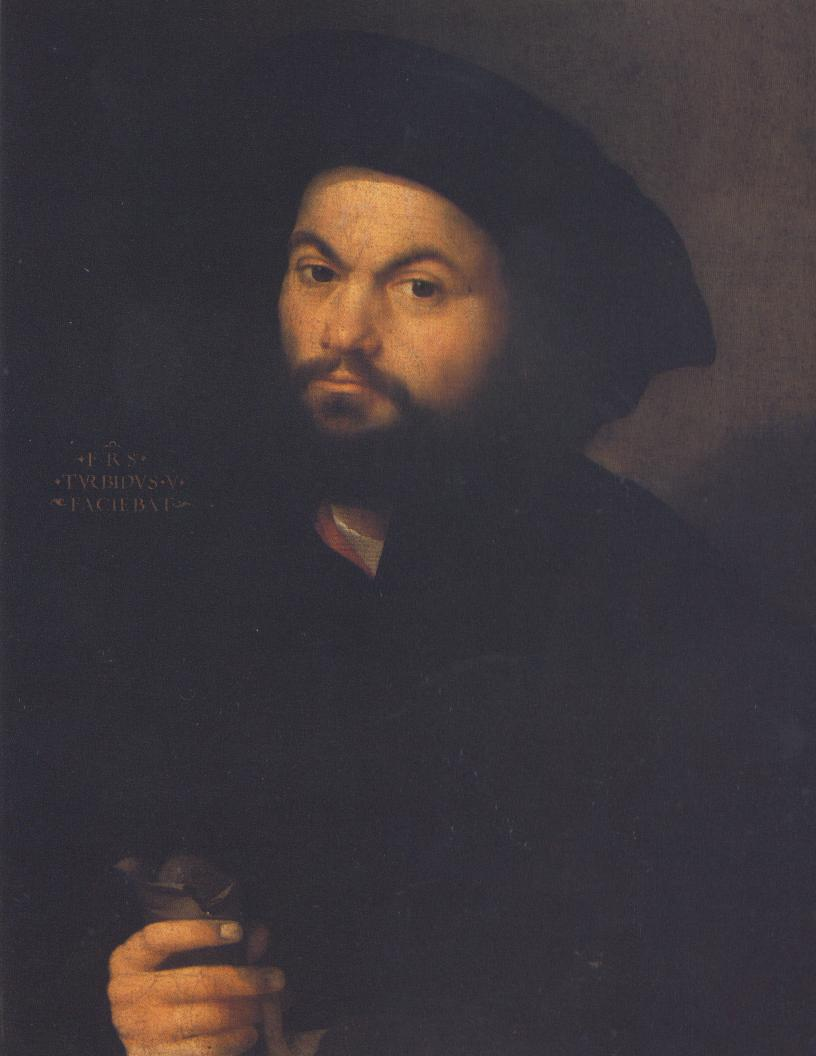
Francesco Torbido (autorretrato).

Francesco Torbido (Venecia, 1482 – Verona, 1562) fue un pintor veneciano de la primera mitad del siglo XVI. Fue llamado «el Moro». Sobresalió como retratista, dentro del estilo de Giorgione; fue alumno del pintor Liberale da Verona, quien lo adoptó como su sucesor. En Venecia pintó un pasaje sobre la vida de la Virgen María y en la abadía de Rosazzo, próxima a Friuli la Transfiguración de Jesús. En 1534 pintó una Natividad y una Asunción de la Virgen que actualmente se encuentran en la catedral de Verona. Pintó, también, "La Virgen con el Niño en Gloria" que se halla en la iglesia de San Fermo (Verona). Además trabajó en la Basílica de San Zenón. Asimismo, pintó varios retratos, en los cuales se incluyen dos autorretratos suyos. 
Obras destacadas: Capitán con su escudero, El caballero del clavel, etc. 
Se describe como un hábil colorista, original, y con una gran variedad de estilos de obra a obra.

## Fuente bibliográfica
- Enciclopedia de la editorial española "Éverest".
- Sydney Joseph Freedberg (1978). Pintura en Italia, 1500-1600. Editorial Cátedra, Madrid. ISBN 84-376-0153-3